# 皮热维尔
皮热维尔（法語：Puget-Ville，法語發音：[pyʒɛ vil]）是法国普罗旺斯-阿尔卑斯-蓝色海岸大区瓦尔省的一个市镇，属于土伦区。

## 地理
皮热维尔（43°17'22"N, 6°8'10"E）面积36.83 平方千米，位于法国普罗旺斯-阿尔卑斯-蓝色海岸大区瓦尔省，该省份为法国东南部沿海省份，北起上普罗旺斯阿尔卑斯省，西北角与沃克吕兹省接壤，西接罗讷河口省，南濒地中海，东临滨海阿尔卑斯省。
与皮热维尔接壤的市镇（或旧市镇、城区）包括：伊索勒河畔贝斯、卡尔努勒、科洛布里耶尔、屈埃尔斯、皮埃尔弗迪瓦尔、罗克巴龙、伊索勒河畔圣阿娜斯塔西。

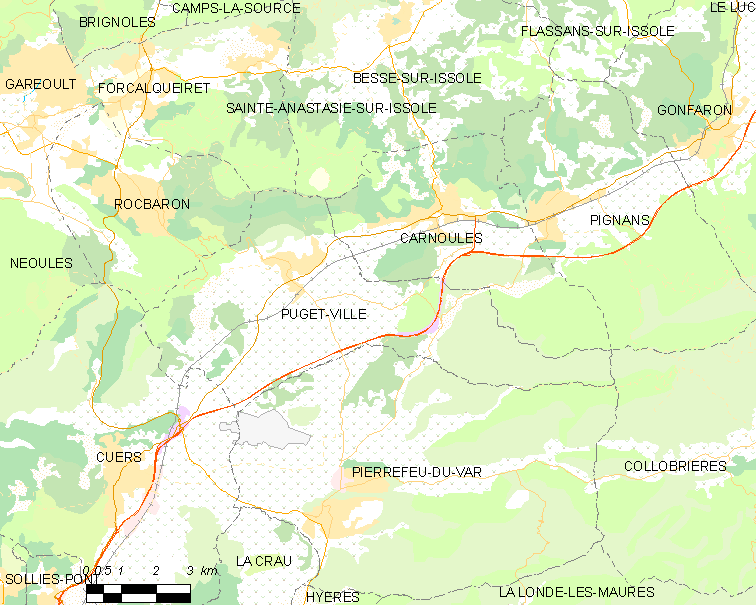
皮热维尔的OSM定位图

皮热维尔的时区为UTC+01:00、UTC+02:00（夏令时）。

## 行政
皮热维尔的邮政编码为83390，INSEE市镇编码为83100。

## 政治
皮热维尔所属的省级选区为加雷乌县。

## 人口

1962-2008年间皮热维尔人口变化图示

皮热维尔于2022年1月1日时的人口数量为4568人。